# Conrado VI de Olésnica
Conrado VI, o Deão (em polonês/polaco:  Konrad VI Dziekan ) (ca. 1391 – 3 de Setembro de 1427) foi Duque de Oleśnica,  Bytom e Ścinawa a partir de 1416 (com os seus irmãos como cogovernantes). 
Conrado VI era o terceiro filho de Conrado III, Duque of Olésnica, com a sua esposa, Judite. Como os dois irmãos mais velhos, Conrado IV e Conrado V, e os dois mais novos, Conrado VII e Conrado VIII, foi baptizado com o nome de Conrado, característico deste ramo da Dinastia Piast. 

## Vida
Após a morte do pai em 1412, Conrado VI sucedeu-lhe em todas as terras que possuía, conjuntamente com os irmãos. Para evitar a fragmentação excessiva do já pequeno Ducado de Oleśnica, como o seu irmão Conrado IV, decidiu seguir a carreira eclesiástica; contudo, não desistiu da vida pública. O principal motivo desta acção era o desejo de ganhar a maior influência política em toda a Silésia. . 
Tal como Conrado IV, a carreira de Conrado VI subia rapidamente. Já em 1413 foi apontado como Cânone, no Capítulo de Wroclaw, e, em 1414, foi eleito Deão pelo Bispo Venceslau II de Legnica. 
Em 1416, após todos os filhos de Conrado III terem atingido a maioridade, decidiram fazer a divisão formal do Ducado. Nesta divisão foram também incluídos os irmãos que tinham escolhida a carreira religiosa. Os detalhes desta divisão (excepto as cidades dadas ao primogénito) são desconhecidos. Após uma análise dos títulos e documentos de Conrado VI, é assumido que recebeu o poder directamente sobre parte de Ścinawa, Wołów e Lubiąż. Contudo, este governo foi apenas formal, porque nenhum dos irmãos podia vender ou dividir a sua parte sem o consentimento dos outros.  
O facto mais notório na vida de Conrado VI foi a sua longa disputa com a Abadia Cisterciense de Lubiąż, que terá sido a causa para a sua excomunhão. A disputa terminou somente com a intervenção do Papa Martinho V. 
Conrado VI faleceu repentinamente a 3 de Setembro de 1427, e foi sepultado no Mosteiro Cisterciense, em Lubiąż.